# Bouillon de culture (émission de télévision)
Pour l'émission pour la jeunesse, voir Les Minikeums#Rubriques.
Pour les articles homonymes, voir Bouillon de culture.
Bouillon de culture était une émission multiculturelle francophone, diffusée en direct du 12 janvier 1991 au 29 juin 2001 sur Antenne 2 puis France 2.
Animée par Bernard Pivot, tout d'abord programmée le samedi soir puis le dimanche soir, elle se retrouve très rapidement repositionnée le vendredi soir, dans le même créneau horaire qu’Apostrophes, à qui elle a succédé en 1990.
Au Québec, elle a été diffusée à partir du 1er mars 1991 sur TV5 Québec Canada.
Bien que vouée à l'origine à toutes les formes de culture, elle se concentre principalement sur la littérature.
Le premier numéro, diffusé le 12 janvier 1991, a pour invité Gérard Depardieu.
Le 6 septembre 2001, elle est remplacée par Campus, diffusée en deuxième partie de soirée et présentée par Guillaume Durand. La raison de l'arrêt de l'émission est une baisse d'audience survenue lors de ses derniers mois d'existence.

## Générique
Le générique de l'émission est The Night Has a Thousand Eyes (en), composé par Jerry Brainin et interprété par le saxophoniste de jazz Sonny Rollins. Le décor de l’émission a été créé par Michel Millecamps.

## Faits marquants
- Le 15 mars 1992, un homme fait irruption sur le plateau en menaçant de se suicider, si on ne le laissait pas s’exprimer sur les problèmes estudiantins[4]. Au bout de quelques minutes, l'antenne fut coupée et l'homme quitta le plateau. Il existe deux versions de l'incident disponibles sur ina.fr : l'une diffusée à l'antenne et l'autre hors antenne[5].
- Le 24 mars 2000, Philippe Sollers et la romancière belge Dominique Rolin dévoilent en direct leur liaison qui dure depuis presque 50 ans[6].